# Arizona Zervas
Arizona Zervas (* 9. April 1995 in Hagerstown, Maryland) ist ein US-amerikanischer Rapper. Ende 2019 hatte er weltweit einen Hit mit seinem Song Roxanne.

## Biografie
In seiner High-School-Zeit begann Arizona Zervas, eigene Songs zu schreiben. 2016 fing er an, sie im Internet zu veröffentlichen. Gleich zu Beginn fiel er mit einem Track auf, den er in der Halbzeitpause des Super Bowl veröffentlichte und in den er den Namen jedes Teams der National Football League einbaute. Das NFL-Finale ist das größte nationale Sportereignis in den USA. Mit seinen Veröffentlichungen und auch mit Liveauftritten gelang es ihm, sich eine Anhängerbasis aufzubauen. Seine Lieder hatten gleichbleibende Aufrufzahlen, ohne dass ein größerer Hit dabei war. Auch eine EP im Sommer 2018 änderte daran nichts.
Nach gut drei Dutzend Songs kam im Herbst 2019 der Erfolg mit dem Song Roxanne. Er wurde ein viraler Hit, nachdem er bei TikTok entdeckt worden war und schaffte am Jahresende den Sprung in die internationalen Charts. Sowohl in den USA als auch in Großbritannien schaffte er es bis auf Platz 4, in Neuseeland gelang Zervas sogar ein Nummer-eins-Hit. Europaweit erreichte Roxanne Top-20-Platzierungen. Außerdem erlangte er eine Reihe von Platin-Auszeichnungen. Columbia Records nahm ihn daraufhin unter Vertrag, seine nächste Veröffentlichung 24 blieb aber ohne Platzierung.

## Diskografie
Alben
- 2016: Never Going Home
- 2018: Living Facts (EP)

Singles
- 2016: Don’t Hit My Line
- 2017: Swerve
- 2017: Helen Keller
- 2017: Zone (feat. John Wolf)
- 2017: Homies
- 2018: Living Facts (2018)
- 2018: No 1 in Team (2018)
- 2018: FML (US: Platin)
- 2018: Parted Ways
- 2019: Drinking Problem (feat. 27Club)
- 2020: Roxanne
- 2020: 24
- 2020: FML.
- 2020: Nightrider
- 2020: RIP
- 2021: Still Breathing
- 2021: C U L8R
- 2021: Snowman
- 2022: Band$
- 2022: My Time
- 2022: Ever Again
- 2022: Oh My Lord (feat. 24kGoldn)

## Auszeichnungen für Musikverkäufe
| Goldene Schallplatte - Kanada - 2020: für die Single FML - Polen - 2022: für die Single Roxanne Platin-Schallplatte - Belgien - 2020: für die Single Roxanne - Italien - 2020: für die Single Roxanne - Spanien - 2024: für die Single Roxanne 2× Platin-Schallplatte - Mexiko - 2021: für die Single Roxanne | 3× Platin-Schallplatte - Portugal - 2022: für die Single Roxanne 4× Platin-Schallplatte - Australien - 2020: für die Single Roxanne - Neuseeland - 2023: für die Single Roxanne 6× Platin-Schallplatte - Kanada - 2020: für die Single Roxanne Diamantene Schallplatte - Frankreich - 2023: für die Single Roxanne |

Anmerkung: Auszeichnungen in Ländern aus den Charttabellen bzw. Chartboxen sind in ebendiesen zu finden.
| Land/RegionAuszeichnungen für Musikverkäufe (Land/Region, Auszeichnungen, Verkäufe, Quellen) | Gold     | Platin       | Diamant  | Verkäufe  | Quellen               |
| -------------------------------------------------------------------------------------------- | -------- | ------------ | -------- | --------- | --------------------- |
| Australien (ARIA)                                                                            | —        | 4× Platin4   | —        | 280.000   | aria.com.au           |
| Belgien (BRMA)                                                                               | —        | Platin1      | —        | 40.000    | ultratop.be           |
| Deutschland (BVMI)                                                                           | Gold1    | —            | —        | 200.000   | musikindustrie.de     |
| Frankreich (SNEP)                                                                            | —        | —            | Diamant1 | 333.333   | snepmusique.com       |
| Italien (FIMI)                                                                               | —        | Platin1      | —        | 70.000    | fimi.it               |
| Kanada (MC)                                                                                  | Gold1    | 6× Platin6   | —        | 520.000   | musiccanada.com       |
| Mexiko (AMPROFON)                                                                            | —        | 2× Platin2   | —        | 120.000   | amprofon.com.mx       |
| Neuseeland (RMNZ)                                                                            | —        | 4× Platin4   | —        | 120.000   | radioscope.co.nz      |
| Polen (ZPAV)                                                                                 | Gold1    | —            | —        | 25.000    | olis.pl               |
| Portugal (AFP)                                                                               | —        | 3× Platin3   | —        | 30.000    | Einzelnachweise       |
| Schweiz (IFPI)                                                                               | —        | Platin1      | —        | 20.000    | hitparade.ch          |
| Spanien (Promusicae)                                                                         | —        | Platin1      | —        | 60.000    | elportaldelmusicas.es |
| Vereinigte Staaten (RIAA)                                                                    | —        | 7× Platin7   | —        | 7.000.000 | riaa.com              |
| Vereinigtes Königreich (BPI)                                                                 | —        | 2× Platin2   | —        | 1.200.000 | bpi.co.uk             |
| Insgesamt                                                                                    | 3× Gold3 | 32× Platin32 | Diamant1 |           |                       |